# Axiodes irvingi
Axiodes irvingi là một loài bướm đêm trong họ Geometridae.